# Lajos Walko

Lajos Walko

Lajos Walko (geboren 30. Oktober 1880 in Budapest, Österreich-Ungarn; gestorben 10. Januar 1954 in Visegrád) war ein ungarischer Politiker im Horthy-Regime.  

## Leben
Walko studierte Jura, auch in Leipzig und 1901 in Berlin, und wurde promoviert. Er arbeitete ab 1902 bei der ungarischen Diskont- und Wechselbank (Magyar Leszámítoló és Pénzváltó Bank). 1911 wechselte er zum ungarischen Finanzministerium (Pénzügyminisztérium) des ungarischen Teilstaates Österreich-Ungarns und war auch im diplomatischen Dienst tätig.
Nach dem Ersten Weltkrieg, der republikanischen Asternrevolution und der Niederschlagung der Ungarischen Räterepublik wurde er 1919 Staatssekretär in Finanzministerium. Walko war von September bis Dezember 1921 ungarischer Finanzminister. Er wurde Mitglied des ungarischen Parlaments. Von Juni 1922 bis Oktober 1926 war er Handelsminister. Von März 1925 bis Dezember 1930 und von Dezember 1931 bis Oktober 1932 war er ungarischer Außenminister. Als Außenminister befasste auch er sich mit der Revision des Vertrags von Trianon, das ständige politische Thema in Ungarn seit 1919. Wichtiger war allerdings die aktuelle finanzielle Stabilisierung Ungarns.
Ab 1938 war er Präsident der Pesti Magyar Kereskedelmi Bank. 